# Нова Сербія
Нова́ Се́рбія (слсрб. Нова Сербія, серб. Нова Србија, хорв. Nova Srbija) — історична територія України, що займала простір із заходу на схід від Синюхи до Дніпра, а з півночі на південь від Великої Висі до верхів'їв Інгулу та Інгульця (сучасна Кіровоградська область). Попри назву більшість поселенців (75,33 %) були із Сербії та Чорногорії, Волохії та Македонії та інших Балканських земель. У 1751 році до російського посла у Відні звернувся полковник австрійської служби Іван Самійлович Хорват з проханням про дозвіл йому та іншим сербам оселитися на той час на теренах Російської Імперії. Мова йшла про сербів, званих граничари, які Австрія здавна використовувала для охорони кордонів від турків, їхні поселення в сучасних Воєводині, Славонії, Сербська Країні і Далмації були влаштовані за козацьким принципом. Незважаючи на привілейоване становище в Австрійській імперії (серби, що несли охорону кордону, були звільнені від податків), частина їх незатишно почувала себе в католицькій країні, де на них постійно чинився тиск з боку католицького духовенства з метою схилити їх в католицтво або унію.
Російський уряд позитивно постався до пропозиції Хорвата, тоді ж народився план залучення також інших вихідців з Балкан православного віросповідання на землі на Задніпровській Україні. З переселенців передбачалося пізніше набрати гусарські і піхотні полки. 13 (26) липня 1751 року імператрицею Єлизаветою Петрівною було оголошено Хорвату, у відповідь на його прохання, що «скільки б з сербського народу в Російську імперію перейти не побажало, всі вони як єдиновірні, в службу і підданство ухвалені будуть».
Назву Нова Сербія отримала від військово-адміністративної одиниці Російської імперії, утвореної на землях Запорозького Війська Низового 1752 року і ліквідованої 1764 року — на її місці було утворено Новоросійську губернію.

## Загальний опис

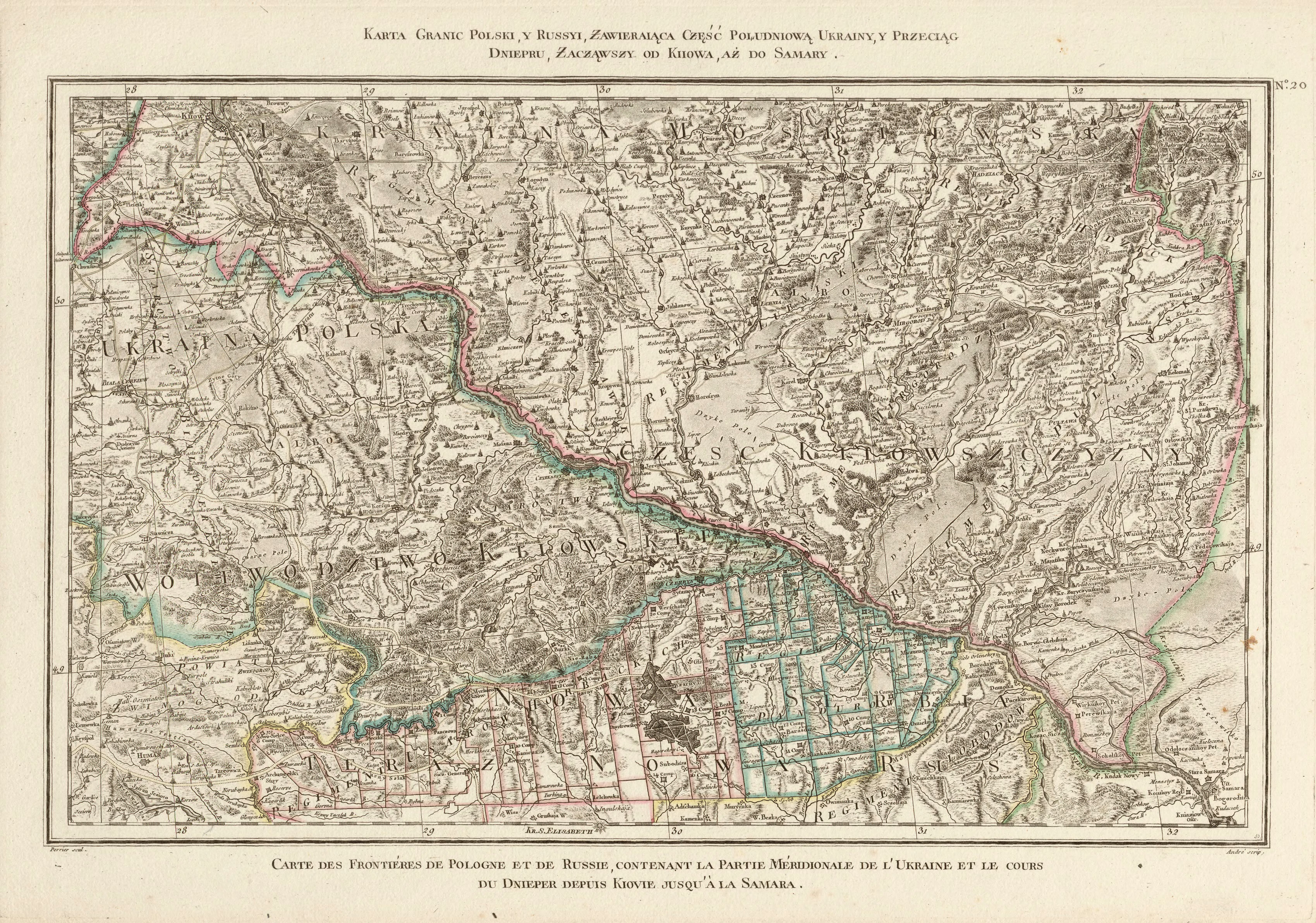
Нова Сербія на мапі Річчі Заноні, 1767—1772

Нову Сербію було створено як військово-поселенську територію у 1752 році за розпорядженням російського уряду (указ 29 грудня 1751 року). До Нової Сербії переселялися серби з південного кордону володінь Габсбургів (з 1804 року — Австрійської Імперії), за річками Дунаєм, Тисою і Марошем. Серби мали на тому кордоні з Османською імперією щось на зразок козацьких кордонів.
За проектом 1747 року землі по Дунаю, Тисі і Марошу мали бути віддані угорським прикордонникам, а серби перетворитися на простих селян. Цей проект викликав велике незадоволення серед сербів, і у 1748 році австрійський уряд запропонував сербам влаштуватися на новій прикордонній лінії. Частина сербів натомість вирішила переселитися до єдиновірної Росії. Один з лідерів переселенського руху полковник Йован Хорват звернувся у 1751 році до російського посла у Відні графа М. П. Бестужева-Рюміна з пропозицією виведення до Росії сербів у кількості, достатній для формування чотирьох полків і створення ними військово-поселенської округи на кшталт генералату австрійського Військового кордону.

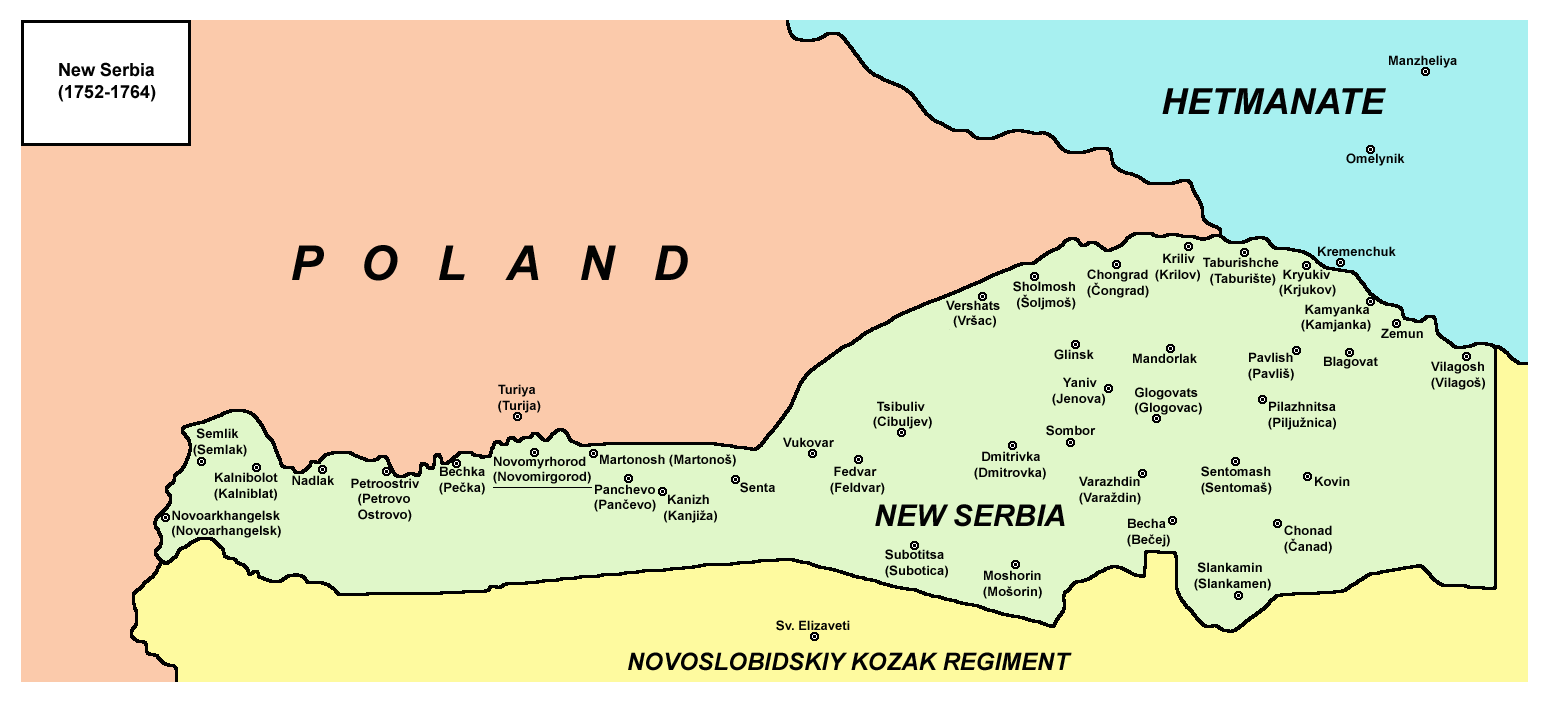
Мапа Нової Сербії

У 1752 році австрійський уряд почав чинити перешкоди переселенню. 11 березня 1752 року імператриця Марія Терезія спеціальним «Патентом про покарання» заборонила вербування переселенців, і відтак вже нелегальним шляхом воно відбувалося дуже повільно.
Нова Сербія поділялася на два полки ― гусарський (кінний) з центром у Новомиргороді та пандурський (піхотний) з центром у Крилові; адміністративний центр Нової Сербії знаходився у Новомиргороді. Обидва новосербські полки складалися з 20 рот, які мали поселення, укріпленні шанцями, що згодом розрослися в села і міста.
Деякі населені пункти Кіровоградській області досі зберегли у повсякденному вжитку старі ротні назви: П'ята Рота (Кальниболота), Восьма Рота (Мартоноша), Дев'ята Рота (Панчеве) тощо.
Для захисту новосербських поселень з півдня у 1754–1757 рр. була збудована фортеця Святої Єлисавети, поблизу якої згодом виникло місто, що з 1784 р., після офіційного отримання міського статусу, стало називатися Єлисаветградом(нині — Кропивницький).
Із 1754 р. південніше фортеці почали виникати поселення українців, вимушених покинути місця свого проживання, відведені для іноземних переселенців Нової Сербії. Указом від 14 травня 1754 р. ці поселення стали сотенними слободами Новослобідського козацького полку. Наприкінці 1750-х років їх було 28.
У 1759 році новослобідські козацькі поселення були приєднані до Нової Сербії, але у 1761 р. вони відокремилися і після реформування Новослобідський козацький полк складався з 20 сотень.
У 1764 р. Нова Сербія і Новослобідський козацький полк були скасовані, а їх території під назвою Єлисаветинської провінції ввійшли до складу утвореної указом 22 березня 1764 р. Новоросійської губернії, губернська канцелярія якої до 26 березня 1765 р. знаходилася у фортеці Св. Єлисавети, після ― в Кременчуці.
Попри скасування Нової Сербії як адміністративної одиниці ще довгий час вона продовжувала існувати як культурна реальність. У Кіровоградській області з 2000 року діє обласне товариство «Україна-Сербія», яке налагодило стосунки зі Сербсько-українським товариством у місті Новий Сад.
Іншою військово-поселенською територією України, заселеною південними слов'янами, була Слов'яно-Сербія (у сучасній Луганській області).

## Відносини з українцями
Запорожці вороже сприйняли появу нових переселенців на своїх вольностях і скаржилися на них до столиці. Через це регулярними були суперечки, збройні сутички та взаємні вбивства. «Новосерби» натомість, отримавши значні посади та маючи доступ до імператриці, також постійно скаржилися на запорожців, що, на думку Д. Яворницького, стало одним з приводів ліквідації Запорозької Січі у 1775 р.

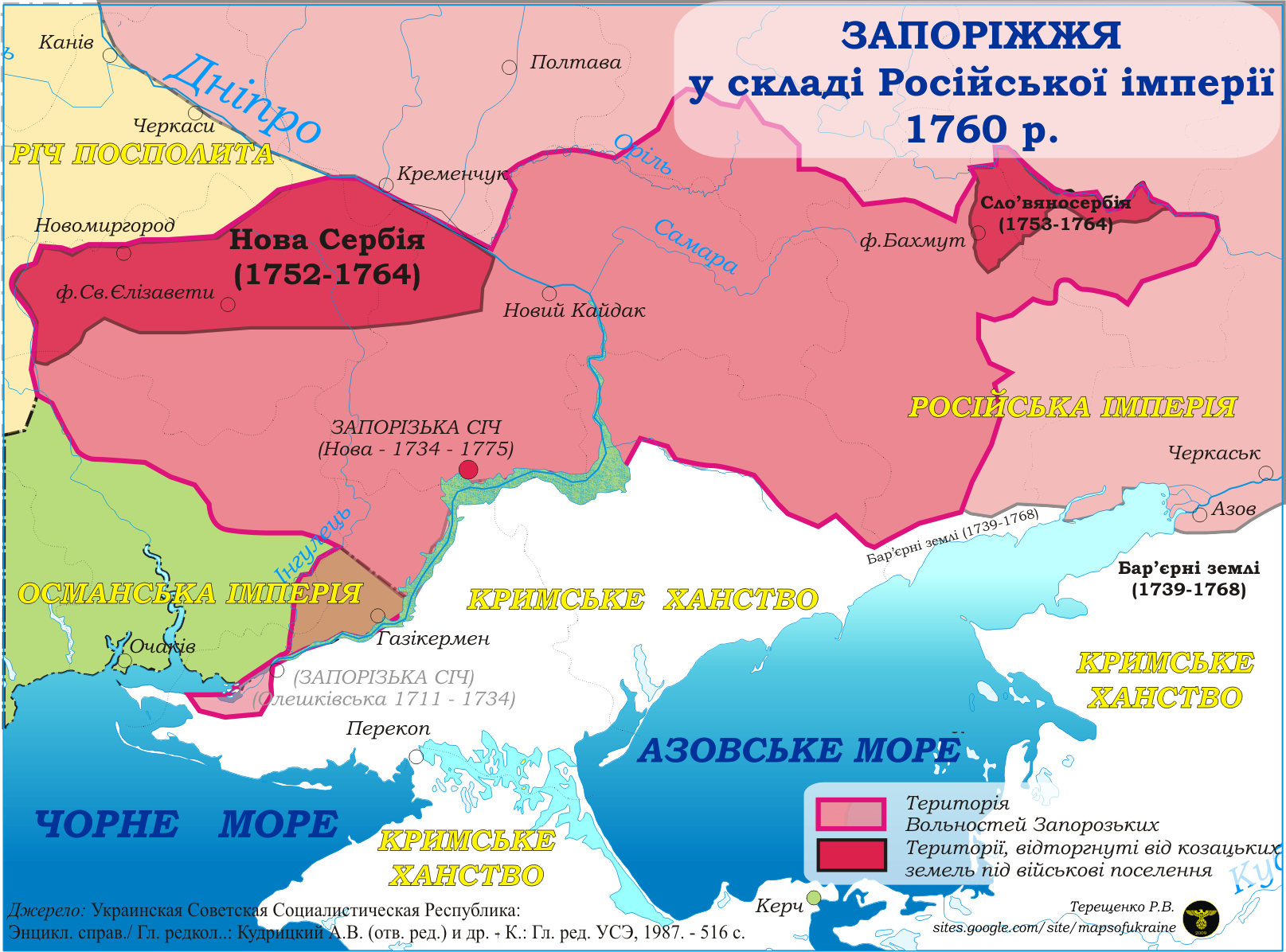
Вольності Війська Запорозького згідно Лубенського Договору з позначенням відданих територій під Ново-Сербію та Слов'яно-Сербію

|  | «Приводом до знищення Запорозької Січі стали нескінченні скарги Катерині II на запорожців з боку іноземних вихідців, які викликані були до Росії ще за царювання Єлизавети Петрівни і своїми поселеннями зайняли східні і західні краї запорозьких вольностей, заснувавши на заході Єлисаветград, на сході Луганськ. То були болгари, румуни, угорці, серби, відомі під загальним найменуванням ново-сербів і слов'яно-сербів. Вони здавлювали запорожців з двох сторін, як здавлює людину величезного розміру гадина своїми кільцями. Неточні розмежування земельних кордонів між прибульцями і запорожцями викликали часто суперечки, що переходили в бійки, і навіть вбивства з одного і з іншого боку. Оберігаючи свої вільності від загарбників, запорожці посилали до столиці скарги за скаргами. Але де ж їм, малим людям, було боротися з такими великими людьми, як Хорвати, Милорадовичи, Депрерадовічі, Шевічі та інші, які, перейшовши з закордону у Росію, швидко отримували і землю, і високі чини та мали доступ до самого царського престолу. У столиці запорожців трактували як диких людей, грабіжників, вбивць, які повинні підлягати політичній карі.»Оригінальний текст (рос.) [«Поводом к уничтожению Запорожской Сечи послужили бесконечные жалобы Екатерине II на запорожцев со стороны иноземных выходцев, которые вызваны были в Россию еще в царствование Елизаветы Петровны и своими поселениями заняли восточные и западные окраины запорожских вольностей, основав на западе Елисаветград, на востоке Луганск. То были болгары, румыны, венгры, сербы, известные под общим наименованием ново-сербов и славяно-сербов. Они сдавливали запорожцев с двух сторон, как сдавливает человека огромного размера гад своими кольцами. Неточные размежевания земельных границ между пришельцами и запорожцами вызывали часто споры, переходившие в драки, и даже убийства с одной и с другой стороны. Оберегая свои вольности от захватчиков, запорожцы посылали в столицу жалобы за жалобами. Но где же им, малым людям, было бороться с такими великими людьми, как Хорваты, Милорадовичи, Депрерадовичи, Шевичи и другие, которые, перейдя из заграницы в Россию, скоро получали и землю, и высокие чины и имели доступ до самого царского престола. В столице запорожцев трактовали как диких людей, как грабителей, как убийц, которые должны подлежать политической каре. Это и привело к тому, что в 1775 году 4 июня Запорожской Сечи не стало.»] Помилка: {{Lang}}: текст вже має курсивний шрифт (допомога) |

Аналогічні стосунки були з українцями Гетьманщини через відлучення до сербів території Крилівської, Цибулівської та частини Власівської сотень миргородського, і частини Келебердинської сотні полтавського полків. Через постійні конфлікти указом від 19 жовтня 1752 р. було заборонено приймати на поселення до Нової Сербії українців і вихідців з інших країн, окрім Молдавії, Валахії, Македонії та Сербії. За українців заступався Кирило Розумовський, доводячи, що це їх етнічні землі, проте марно

## Шанці (роти) новосербських полків

Новослобідський (Новокозацький) полк й Нова Сербія. Автентична мапа.

### Гусарський полк
- 1 рота — Новомиргородський шанець (Новий Миргород, Новомиргород)
- 2 рота — Коробчинський шанець (Печка; сербський аналог — Печка) — сучасне Коробчине
- 3 рота — Петроострівський шанець (Петроострове, Петро-острів, Петроостров) — сучасне Петроострів
- 4 рота — Кілтинський шанець (Надлак, Надлацьк; сербський аналог — Надлак) — сучасне Надлак
- 5 рота — Калниболотський шанець (Калниблат, Каниблат, Калниболото) — сучасне Кальниболота
- 6 рота — Новосільський шанець (Семлик, Семлек; сербський аналог — Семлак) — сучасне Скалева
- 7 рота — Архангельский шанець (Архангельськ) — сучасне селище Новоархангельськ
- 8 рота — Єреминобальский шанець (Мартонош; сербський аналог — Мартонош) — сучасне Мартоноша
- 9 рота — Ольховатський шанець (Панчов, Панчів, Панчєв; сербський аналог — Панчево) — сучасне Панчеве
- 10 рота — Трьохбуєрачний шанець (Каніж, Каніш; сербський аналог — Кањижа) — сучасне Каніж
- 11 рота — Могильний шанець (Сента, Сентов; сербський аналог — Сента) — сучасне Родниківка (Олександрівський район)
- 12 рота — Крутоярський шанець (Буковарь, Буковар, Вуковарь; сербський аналог — Вуковар) — сучасне Букварка
- 13 рота — Ліснинський шанець (Федварь, Федвар; сербський аналог — Фелдвар) — сучасне Підлісне (Олександрівський район)
- 14 рота — Аджамський шанець (Субботиц, Суботиц; сербський аналог — Суботица) — сучасні Суботці
- 15 рота — Цибулівський шанець (Цибулів, Цибулєв) — сучасне Цибулеве
- 16 рота — Некрасівський шанець (Мошарін, Дмитрівка, Мошорін; сербський аналог — Мошорин) — сучасне Мошорине
- 17 рота — Дмитрівський шанець (Дмитрівка, Митровиця, Дмитровка) — Дмитрівка (Знам'янський район)
- 18 рота — Горобцівський шанець (Самбор, Сомбор; сербський аналог — Сомбор) — сучасна Диківка
- 19 рота — Глинський шанець (Глинськ) — сучасне Глинськ (Світловодський район)
- 20 рота — Нестерівський шанець (Вершац; сербський аналог — Вршац) — сучасні Вершаці

### Пандурський полк
- 1 рота — Крилівський шанець (Крилів (місто)) — під водами Кременчуцького моря
- 2 рота — Табуриський шанець (Табурине, Табуриш, Табурище) — під водами Кременчуцького моря у північно-західній частині міста Світловодськ
- 3 рота — Крюківський шанець (Крюків) — правобережжя Кременчука
- 4 рота — Каменский шанець (Кам'янка, Каменка) — сучасне Кам'яні Потоки
- 5 рота — Бутівський шанець (Зимунь, Земунь, Земун; сербський аналог — Земун) — при селі Бутівка (згодом Плахтіївка, сучасна Успенка (Онуфріївський район))
- 6 рота — Деревський шанець (Вінгош, Чанат, Вілагош; сербський аналог — Вілагош) — сучасна Деріївка
- 7 рота — Святогригорівський шанець (Чанодь, Пилажниці, Чанад; сербський аналог — Чанад[sr]) при хуторі Гегелиному. Пилажниці були поруч із новопоселеною слободою Лихівка.
- 8 рота — Омельницький шанець (Пилажниці, Ковін, Томешнице; сербський аналог — Томашанци) — сучасне Попельнасте — у вершині річки Омельника.
- 9 рота — Краснянський шанець (Ковінь, Благоват; сербський аналог — Ковин[sr]) — у вершині річки Кам'янки і при байраку Чернечому (Черничевому), на схід від села Вишнівці.
- 10 рота — Онуфріївський шанець (Слан-кам'янь, Слан-камень, Смередова; сербський аналог — Смедерево) — при річці Кам'янка і при хуторі Онуфрієвому (Куколівка).
- 11 рота — Усівський шанець (Сланкам'янь, Бечка, Слань-Кам'янь; сербський аналог — Сланкамен[en]) — сучасна Олександрія — при селі Усівка (нині — м. Олександрія).
- 12 рота — Березівський шанець (Бечея, Вараздин, Бечія; сербський аналог — Бечеj) — при річці Березівка, сучасна Олександрія
- 13 рота — Костенківський шанець (Вараждин, Глоговац; хорватський аналог — Вараждин) — при хуторі сорочинського протопопа, сучасна Протопопівка
- 14 рота — Доротівський шанець (Глаговац, Янів, Янов, Глоговац; сербський аналог — Глоговац) — при хуторі Артюховом, сучасна Косівка
- 15 рота — Скулеватівський шанець (Єнова, Шелком, Шолнош Янова; сербський аналог — Jeнова) — при річці Скулевата сучасна Іванівка (Світловодський район)
- 16 рота — Калантаївський шанець (Шолнош, Вингош, Шолмош; сербський аналог — Шољмош) — Калантаїв
- 17 рота — Корчиківський шанець (Чонград; сербський аналог — Чонград) — сучасна Велика Андрусівка — при річці Мокрий Омельник згодом пересунутий у село Андрусівка.
- 18 рота — Святосимонівський шанець (Павлиш, Павлиж; сербський аналог — Павлиш) — у вершині Мокрого Омельника, сучасний Павлиш
- 19 рота — Дроздівський шанець (Мондорлок, Мондорлак; сербський аналог — Мондорлак) — у вершині річки Кам'янки (сучасне Зибкове)
- 20 рота — Куп'їватівський шанець (Сентомаш, Сантомаш; сербський аналог — Сентомаш) — при вершині річки Куп'євата, згодом пересунутий на місце с. Христичівки (сучасна Олександрівка).

## Цікаві факти
Саме у селі Мошорине яке було засноване сербськими переселенцями жив автор пісні «Їхав козак за Дунай»

## Посилання

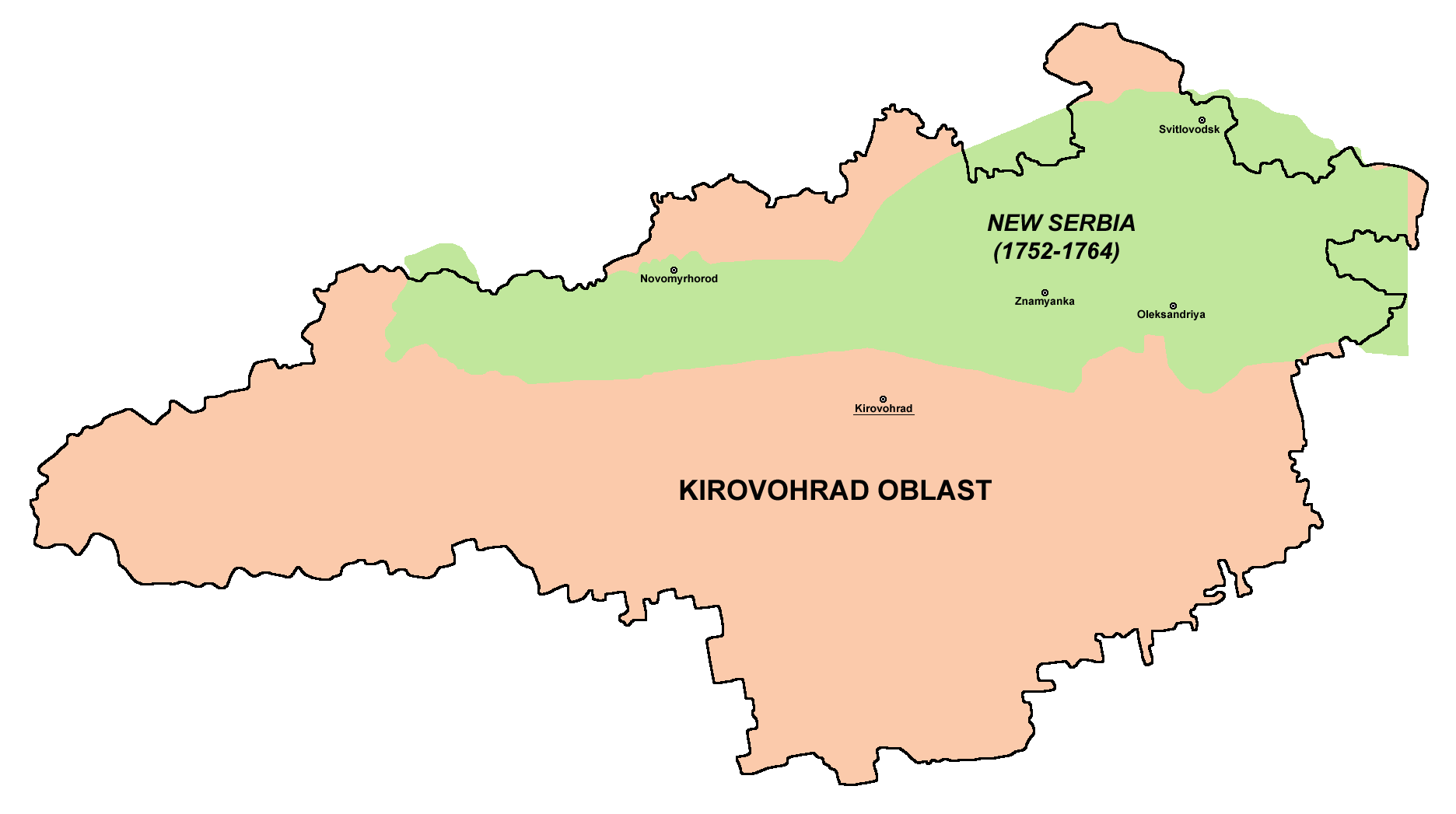
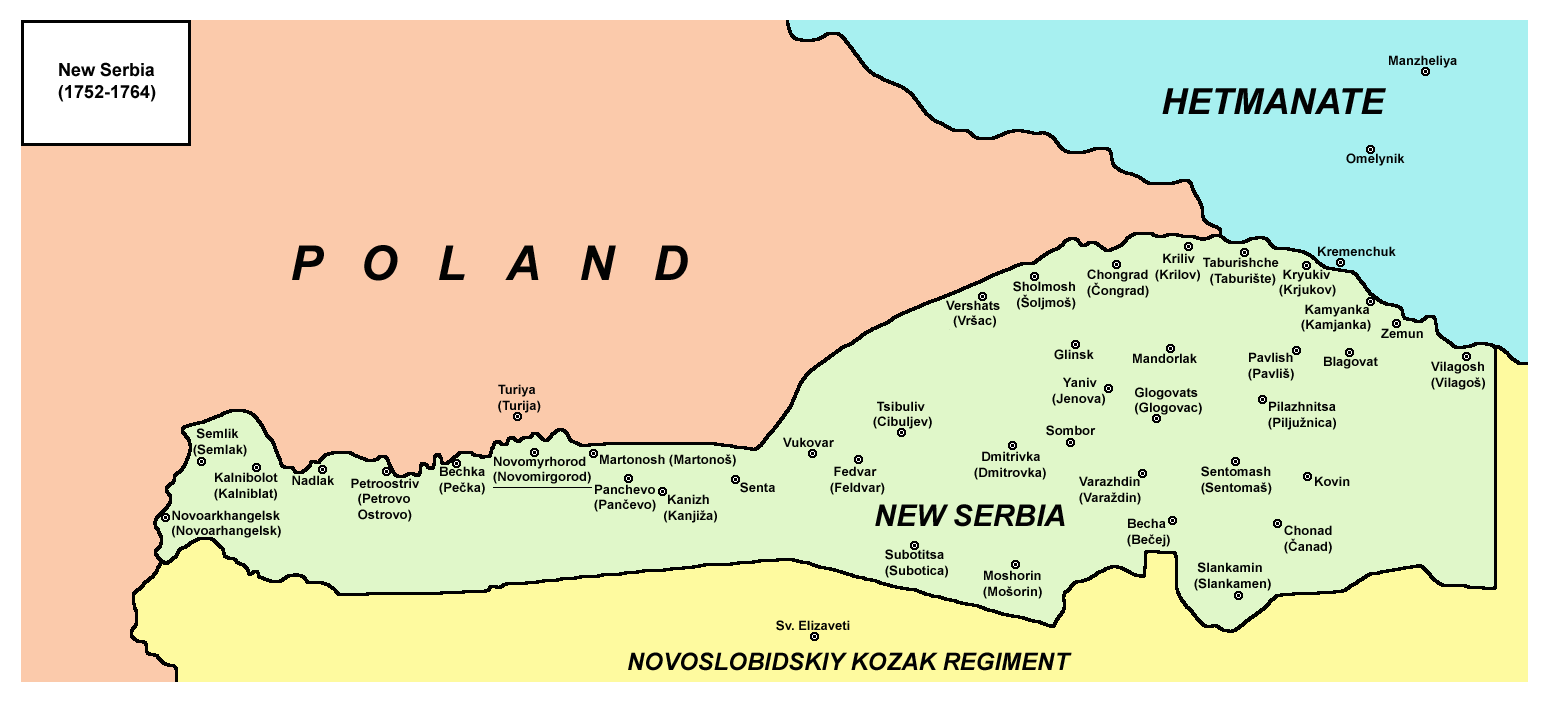